# تفنگ رگبار

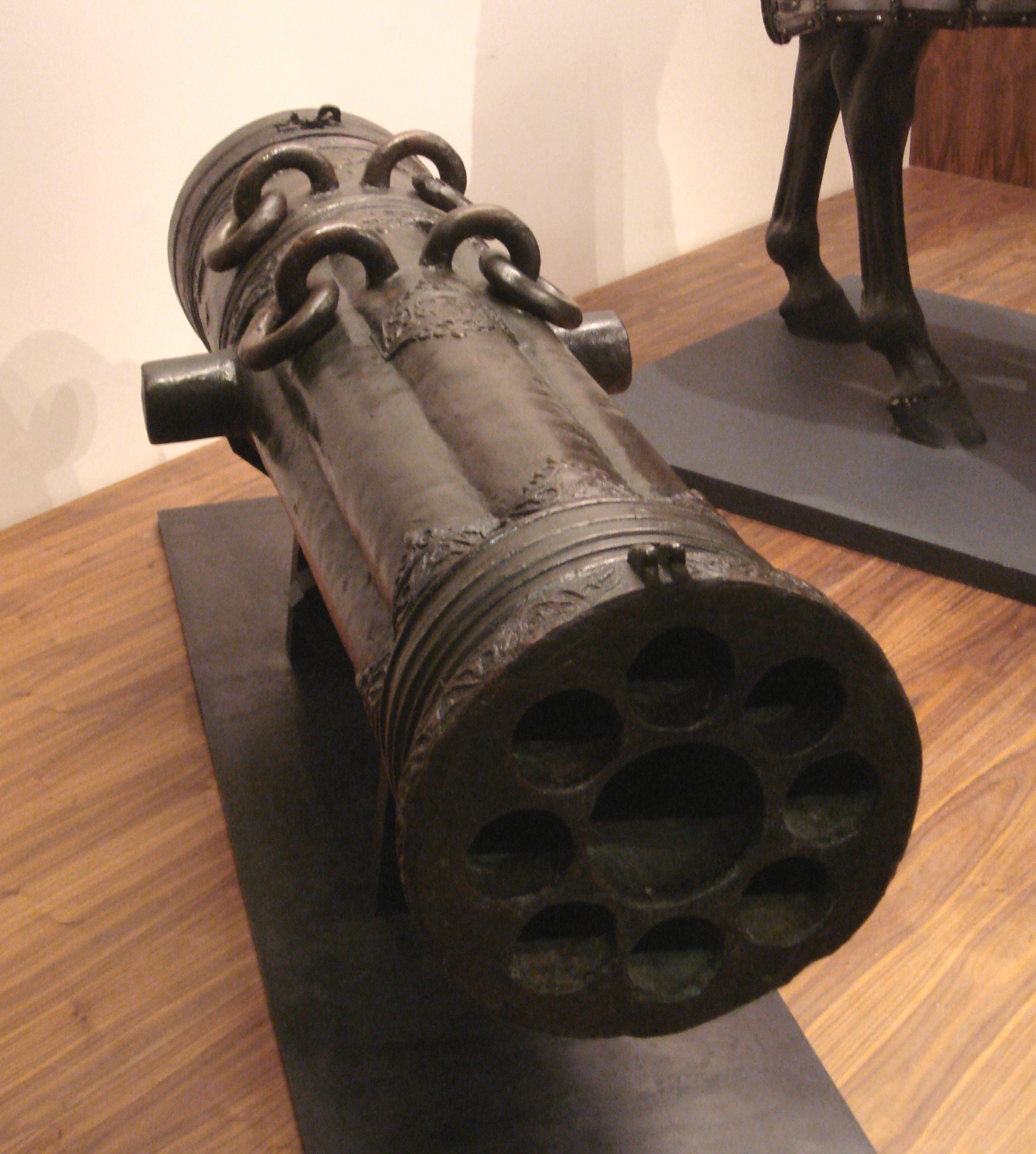
تفنگ رگبار ۶ لولهٔ امپراطوری عثمانی متعلق به قرن ۱۹

تفنگ رگبار تفنگی بوده‌است که دارای تعداد زیادی لوله شلیک بود و می‌توانسته گلوله‌ها را به صورت هم‌زمان یا متوالی شلیک کند. این تفنگ‌ها با مسلسل‌های مدرن امروزی تفاوت بسیاری داشته‌اند زیرا دارای ویژگی‌هایی چون داشتن خشاب یا شلیک خودکار (در هنگام فشار ماشه) نبوده و لوله‌های شلیک محدودی داشته‌اند. این نوع تفنگ‌ها استفادهٔ محدودی داشته‌اند و در ارتش به دلیل نقاط ضعف آن‌ها همچون زمان طولانی مورد نیاز برای پر کردن، ترجیحاً از توپ به جای آن‌ها استفاده می‌شده است.

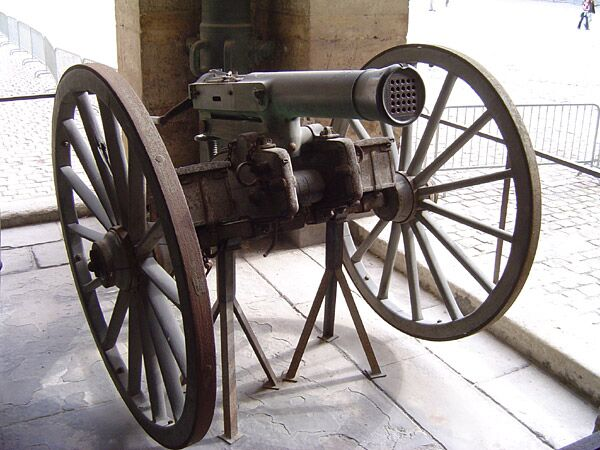
تفنگ رگبار فرانسوی mitrailleuse متعلق به قرن ۱۹

## پیوندها
ریباولدکویین